# Головко, Николай Григорьевич
Николай Григорьевич Головко (4 мая 1917, Ростов-на-Дону — 5 января 1988, Москва) — советский шахматист; мастер спорта СССР (1959), судья всесоюзной категории (1969). Участник Великой Отечественной войны. Врач, полковник медицинской службы.
Чемпион ДСО «Медик» (1949) и ВС СССР (1950), серебряный призёр чемпионата ВС СССР 1951 года. Участник 5-го чемпионата СССР по заочным шахматам.
В составе команды Советской армии участник 3-х командных Кубков СССР (1952, 1954 и 1961).
В составе сборной СССР участник 5-го командного чемпионата Дружественных армий (1968) в г. Москве; команда СССР заняла 2-е место.
Похоронен на Введенском кладбище (23 уч.).

## Награды
- орден Отечественной войны II степени (1985[1])
- орден Красной Звезды (30.04.1945[2])
- другие награды

## Книги
- Путь к мастерству (Советы шахматного мастера). — М., 1970.